# Stazione di Canaro
La stazione di Canaro è una fermata ferroviaria posta lungo la linea ferroviaria Padova-Bologna, a servizio del comune di Canaro.

## Storia
Fino al 1941 era denominata «Paviole»; in tale anno assunse la nuova denominazione di «Canaro».